# Holotrichia mindoroensis
Holotrichia mindoroensis är en skalbaggsart som beskrevs av Matsumoto 2010. Holotrichia mindoroensis ingår i släktet Holotrichia och familjen Melolonthidae. Inga underarter finns listade i Catalogue of Life.